# Chelifera circinata
Chelifera circinata är en tvåvingeart som beskrevs av James David Macdonald 1994. Chelifera circinata ingår i släktet Chelifera och familjen dansflugor.
Artens utbredningsområde är Alaska. Inga underarter finns listade i Catalogue of Life.